# Sörsundet
Sörsundet är en bebyggelse i Nederluleå socken i Luleå kommun i Norrbotten. Sörsundet ligger direkt väster om de södra delarna av tätorten Måttsund, ungefär en mil sydväst om Luleå. 
Orten avgränsades som småort av Statistiska centralbyrån för första gången 2010. Vid avgränsningen 2020 klassades bebyggelse som en del av tätorten Måttsund och småorten avregistrerades.